# Touwia
Touwia là một chi rêu trong họ Neckeraceae.